# Idrija pri Bači
Idrija pri Bači este o localitate din comuna Tolmin, Slovenia, cu o populație de 313 locuitori.